# Mina Rees
Mina Spiegel Rees (* 2. August 1902 in Cleveland, Ohio; † 25. Oktober 1997 in New York City) war eine US-amerikanische Mathematikerin.

## Leben
Rees studierte am Hunter College in New York City, wo sie 1923 ihren Mathematik-Abschluss „summa cum laude“ machte. 1925 machte sie ihren Master-Abschluss an der Columbia University, wo man ihr aber inoffiziell zu verstehen gab, als Frau nicht in einem weitergehenden Promotions-Studium erwünscht zu sein. Sie unterrichtete als Instructor Mathematik an der Hunter High School, nahm dann aber ein Sabbatical um ab 1929 bei Leonard Dickson an der University of Chicago zu promovieren. 1931 erhielt sie den Doktortitel (Division algebras associated with an equation whose group has four generators, American Journal of Mathematics, Band 54, 1932, S. 51) und wurde Assistant Professor am Hunter College und 1940 Associate Professor. Im Zweiten Weltkrieg arbeitete sie ab 1943 daran, die Arbeit von Mathematikern für den Kriegserfolg der Alliierten beim Applied Mathematics Panel des Office of Scientific Research and Development der US-Regierung in Washington, D.C.  zu koordinieren, und war darin sehr erfolgreich.
Nach dem Krieg war sie beim Office of Naval Research, zuerst als Leiterin der mathematischen Abteilung,  dann 1952/53 als Deputy Science Director. In dieser Funktion war sie wesentlich an der Förderung der frühen Computerprojekte Anfang der 1950er Jahre beteiligt. Ab 1953 war sie wieder am Hunter College (als Dekan der Fakultät). 1961 wurde sie Professor an der neu gegründeten City University of New York, wo sie 1968/69 Provost und 1969 bis 1972 Präsidentin der Graduate School war. 1972 ging sie in den Ruhestand.
Neben ihrer Arbeit in Algebra bei Dickson arbeitete sie auch über partielle Differentialgleichungen, so 1952 mit Richard Courant über finite Differenzenverfahren bei nichtlinearen hyperbolischen partiellen Differentialgleichungen.
1971 war sie als erste Frau Präsidentin der American Association for the Advancement of Science. Für ihre Arbeit im Zweiten Weltkrieg erhielt sie das Certificate of Merit des US-Präsidenten und eine hohe britische Auszeichnung (Kings Medal for Service in the Cause of Freedom). 1962 erhielt sie den Award of Distinguished Service der Mathematical Association of America. 1983 erhielt sie die Public Welfare Medal der National Academy of Sciences. Sie war vielfache Ehrendoktorin.

## Ehrungen
In Darmstadt wurde eine Straße (Mina-Rees-Straße) nach Mina Rees benannt.

## Veröffentlichungen (Auswahl)
- Mina Rees: Division algebras associated with an equation whose group has four generators. In: American Journal of Mathematics 54. 1932, S. 51–65.